# Королёвка (Молдова)
Королёвка (рум. Coroliovca; до 1944 года — Карол I, рум. Carol I) — село в Хынчештском районе Молдавии. Наряду с сёлами Сарата-Галбенэ, Братьяновка, Карпинянка и Валя-Флорий входит в состав коммуны Сарата-Галбенэ.

## География
Село расположено на высоте 109 метров над уровнем моря.

## Население
По данным переписи населения 2004 года, в селе Королевка проживает 91 человек (43 мужчины, 48 женщин).
Этнический состав села:
| Национальность | Число жителей | Процентный состав |
| -------------- | ------------- | ----------------- |
| украинцы       | 42            | 46.15             |
| молдаване      | 31            | 34.07             |
| цыгане         | 17            | 18.68             |
| болгары        | 1             | 1.1               |
| Всего          | 91            | 100%              |